# Santo Antônio do Descoberto
Santo Antônio do Descoberto es un municipio brasileño del estado de Goiás. Su población estimada en 2018 es de 73 636 habitantes, según el Instituto Brasileño de Geografía y Estadística (IBGE).

## Historia
Fue fundada en 1722 en la época de la fiebre del oro en el Brasil colonial. En 1964 fue creado como distrito del municipio de Luziânia. Con la llegada de 1.000 familias en 1974 oriundas de Samambaia (Distrito Federal), Antonio Teixeira (concejal) organizó un movimiento por la emancipación del distrito, lo que ocurrió efectivamente en 1982.
Dentro del municipio, en 1956 se creó la comunidad religiosa de Cidade Eclética.

## Clima
Según la clasificación climática de Köppen, el municipio se encuentra en el clima tropical seco Aw.